# گولان (ارومیه)
گولان، روستایی است از توابع بخش انزل و در شهرستان ارومیه استان آذربایجان غربی ایران. این روستا دارای آثار تاریخی متعددی می‌باشد.

## جمعیت
این روستا در دهستان انزل جنوبی قرار دارد که در سرشماری سال ۱۳۹۵ جمعیت آن ۱۰۸۴ نفر می‌باشد

### زبان و دین
```
غالب جمعیت روستا 
مردمان کرد
 هستند و به زبان 
کردی کرمانجی
 صحبت می‌کنند. دین‌شان 
اسلام
 و پیرو مذهب 
سنی
 هستند. اندکی‌هم مردم 
مسیحی
 هستند.
[
۳
]
```

### کار مردم
کار اصلی مردم آن، کشاورزی، باغداری و دامداری می‌باشد. عمده محصولات آن شامل گندم، جو، خشکبار و انگور می‌باشد. . همچنین کشت صیفی جات نیز در سال های اخیر در این روستا گسترش یافته است

## قدمت و آثار تاریخی
وجود ۳ کلیسا در این روستا نشان از قدمت طولانی آن دارد. کلیسای ماریوخنه که بر فراز دامنه‌های این روستا بنا شده‌است، قدمتی ۳ هزار ساله دارد و بنا به گفته ی مردمان آشوری در واقع در اصل خود آتشکده بوده و سپس به کلیسا تبدیل شده است. کنار هم قرار گرفتن کلیسا و مسجد در مرکز روستا تصویری زیبا و منحصر به فرد را در این روستا رقم زده است. همچنین سومین کلیسای آن تحت عنوان کلیسای حضرت مریم گولان، همچنان فعال می باشد و در طی تابستان مراسمات و جشن های آشوریان در آن برگزار میگردد. 